# Шортандинский район
Шортандинский район (каз. Шортанды ауданы) — административная единица Акмолинской области Казахстана. Административный центр — посёлок Шортанды.

## История
В ноябре 1939 года из южной части Сталинского района был создан Шортандинский район, куда отошли парторганизации рудника Жолымбет, совхоза им. КазЦИК, станции Шортанды, МТС «Организатор», колхоз «Крепость» и др. 2 января 1963 года Шортандинский район был упразднён, но 31 января 1966 года вновь восстановлен.

## География
Расположен в центре Акмолинской области, к северу от столицы страны города республиканского значения Астана.
Через район протекают реки Дамса, Колутон. Степная зона. Климат резко континентальный. Средняя температура января составляет −15, а июля — +21.

## Население
| Численность населения Шортандинского района | Численность населения Шортандинского района | Численность населения Шортандинского района | Численность населения Шортандинского района | Численность населения Шортандинского района | Численность населения Шортандинского района | Численность населения Шортандинского района |
| 1959                                        | 1970                                        | 1979                                        | 1989                                        | 1999                                        | 2004                                        | 2005                                        |
| ------------------------------------------- | ------------------------------------------- | ------------------------------------------- | ------------------------------------------- | ------------------------------------------- | ------------------------------------------- | ------------------------------------------- |
| 37 166                                      | ↗43 236                                     | ↘39 245                                     | ↘38 695                                     | ↘33 074                                     | ↘29 091                                     | ↘28 838                                     |
| 2006                                        | 2007                                        | 2008                                        | 2009                                        | 2010                                        | 2011                                        | 2012                                        |
| ↗29 105                                     | ↗30 026                                     | ↗30 397                                     | ↘29 580                                     | ↘29 436                                     | ↘29 181                                     | ↗29 214                                     |
| 2013                                        | 2014                                        | 2015                                        | 2016                                        | 2017                                        | 2018                                        | 2019                                        |
| ↗29 279                                     | ↗29 362                                     | ↗29 626                                     | ↗30 013                                     | ↘29 377                                     | ↗29 446                                     | ↗29 504                                     |
| 2020                                        | 2021                                        | 2022                                        |                                             |                                             |                                             |                                             |
| ↘29 223                                     | ↘28 789                                     | ↘28 372                                     |                                             |                                             |                                             |                                             |

### Национальный состав
Национальный состав (на начало 2019 года):
| Национальность | Численность (чел.) | Процентное соотношение |
| -------------- | ------------------ | ---------------------- |
| Казахи         | 11 787             | 39,95 %                |
| Русские        | 10 139             | 34,36 %                |
| Немцы          | 1 828              | 6,20 %                 |
| Украинцы       | 1 822              | 6,18 %                 |
| Поляки         | 1 370              | 4,64 %                 |
| Белорусы       | 826                | 2,80 %                 |
| Татары         | 508                | 1,72 %                 |
| Молдаване      | 117                | 0,40 %                 |
| Ингуши         | 99                 | 0,34 %                 |
| Армяне         | 77                 | 0,26 %                 |
| Башкиры        | 75                 | 0,25 %                 |
| Корейцы        | 74                 | 0,25 %                 |
| Удмурты        | 60                 | 0,20 %                 |
| Чеченцы        | 53                 | 0,18 %                 |
| Мордва         | 34                 | 0,12 %                 |
| Азербайджанцы  | 23                 | 0,08 %                 |
| Марийцы        | 13                 | 0,04 %                 |
| Другие         | 599                | 2,03 %                 |
| Всего          | 29 504             | 100,00 %               |

### Половозрастной состав
По данным Национальной переписи населения Республики Казахстан 2009 года:
| Возраст     | Мужчины, чел. | Женщины, чел. | Общая численность, чел. | Доля от всего населения, % |
| ----------- | ------------- | ------------- | ----------------------- | -------------------------- |
| 0 — 14 лет  | 3 362         | 3 227         | 6 589                   | 22,28 %                    |
| 15 — 64 лет | 10 189        | 10 156        | 20 345                  | 68,78 %                    |
| от 65 лет   | 943           | 1 703         | 2 646                   | 8,95 %                     |
| Всего       | 14 494        | 15 086        | 29 580                  | 100,00%                    |

- Мужчин — 14 494 (49,00 %). Женщин — 15 086 (51,00 %).

## Административно-территориальное деление
В Шортандинском районе — 11 административно-территориальных образований, из них сельских округов — 9, посёлков — 2. 
| №  | Административная единица     | Административный центр | Количество населённых пунктов | Население (2009) | Доля от всего населения, % |
| -- | ---------------------------- | ---------------------- | ----------------------------- | ---------------- | -------------------------- |
| 1  | Посёлок Жолымбет             | посёлок Жолымбет       | 1                             | 4 258            | 14,39 %                    |
| 2  | Посёлок Шортанды             | посёлок Шортанды       | 1                             | 6 268            | 21,19 %                    |
| 3  | Андреевский сельский округ   | село Андреевка         | 2                             | 1 134            | 3,83 %                     |
| 4  | сельский округ Бозайгыр      | село Бозайгыр          | 3                             | 3 717            | 12,57 %                    |
| 5  | сельский округ Бектау        | село Бектау            | 4                             | 1 958            | 6,62 %                     |
| 6  | Дамсинский сельский округ    | село Дамса             | 3                             | 4 482            | 15,15 %                    |
| 7  | Новокубанский сельский округ | село Новокубанка       | 2                             | 2 036            | 6,88 %                     |
| 8  | Новоселовский сельский округ | село Новосёловка       | 4                             | 1 356            | 4,58 %                     |
| 9  | Петровский сельский округ    | село Петровка          | 3                             | 1 721            | 5,82 %                     |
| 10 | Пригородный сельский округ   | село Пригородное       | 3                             | 1 166            | 3,94 %                     |
| 11 | Раевский сельский округ      | село Раевка            | 4                             | 1 484            | 5,02 %                     |

### Населённые пункты
В Шортандинском районе — 29 населённых пунктов, из них:
- сёл — 23 (79,31 %);
- посёлков — 3 (10,34 %);
- станций — 2 (6,90 %);
- аул — 1 (3,45 %).

| №  | Населённый пункт | Тип                             | Население (2009) | Административная единица     |
| -- | ---------------- | ------------------------------- | ---------------- | ---------------------------- |
| 1  | Алтайское        | село                            | ↘193             | Новокубанский сельский округ |
| 2  | Андреевка        | село                            | ↘815             | Андреевский сельский округ   |
| 3  | Бектау           | село                            | ↗1 414           | сельский округ Бектау        |
| 4  | Белое Озеро      | село                            | ↘160             | Петровский сельский округ    |
| 5  | Бозайгыр         | село                            | ↗2 526           | сельский округ Бозайгыр      |
| 6  | Гуляйполе        | село                            | ↘364             | Раевский сельский округ      |
| 7  | Дамса            | село                            | ↘2 186           | Дамсинский сельский округ    |
| 8  | Егемен           | село                            | ↘189             | Раевский сельский округ      |
| 9  | Жолымбет         | посёлок                         | ↘4 258           | посёлок Жолымбет             |
| 10 | Камышенка        | село                            | ↘215             | Пригородный сельский округ   |
| 11 | Караадыр         | станция                         | ↘363             | Петровский сельский округ    |
| 12 | Каражар          | село                            | ↘102             | сельский округ Бектау        |
| 13 | Каратобинское    | село                            | ↘65              | Новоселовский сельский округ |
| 14 | Ключи            | село                            | ↘574             | сельский округ Бозайгыр      |
| 15 | Конкрынка        | село                            | ↘193             | сельский округ Бектау        |
| 16 | Мыктыколь        | аул                             | ↗249             | сельский округ Бектау        |
| 17 | Научный          | посёлок                         | ↘1 065           | Дамсинский сельский округ    |
| 18 | Новографское     | село                            | ↘127             | Раевский сельский округ      |
| 19 | Новокубанка      | село                            | ↘1 893           | Новокубанский сельский округ |
| 20 | Новопервомайское | село                            | ↘192             | Новоселовский сельский округ |
| 21 | Новосёловка      | село                            | ↘860             | Новоселовский сельский округ |
| 22 | Октябрьское      | село                            | ↘319             | Андреевский сельский округ   |
| 23 | Ошак             | село                            | ↘222             | Новоселовский сельский округ |
| 24 | Петровка         | село                            | ↘1 168           | Петровский сельский округ    |
| 25 | Пригородное      | село                            | ↘933             | Пригородный сельский округ   |
| 26 | Раевка           | село                            | ↘804             | Раевский сельский округ      |
| 27 | Степное          | село                            | ↗1 231           | Дамсинский сельский округ    |
| 28 | Тонкерис         | станция                         | ↗617             | сельский округ Бозайгыр      |
| 29 | Шортанды         | посёлок, административный центр | ↘6 268           | посёлок Шортанды             |

### Упразднённые населённые пункты
- село Зерновое — упразднено в 2005 году[10],
- разъезд 35 — упразднён в 2005 году[10],
- село Новороменка — упразднено в 2006 году[11],
- разъезд 38 — упразднён в 2006 году[11],
- село Басколь — упразднено в 2009 году[12],
- село Новокавказское — упразднено в 2009 году[12],
- село Первомайское — упразднено в 2009 году[12].

Согласно по Всеосоюзной переписи населения 1989 года по Казахской ССР, в Шортандинском районе было зафиксировано — 35 населённых пунктов.

## Инвестиционный и деловой потенциал района
- Объем производства промышленной продукции за 2019 год составил 47,5 млрд.тенге, что больше  показателя  2018 года на  16,4 млрд тенге  (2018 год —31,1 млрд.тенге). Индекс физического объема промышленной продукции составил  132 %. Увеличение произошло благодаря реализации инвестиционных программ АО «ГМК Казахалтын». Основным флагманом промышленности  является  - золотоизвлекательная фабрика ТОО «Казахалтын технолоджи»,  которая  вносит  значимый эффект в развитие обрабатывающего сектора.
- Устойчиво работают заводы по производству строительных материалов (щебень, отсев, кирпич и тп) — ТОО «Есиль Стоун», ТОО «Иман 2030», ТОО «Бозайгыр», ТОО «Шортанды гранит», ТОО «Массами Плюс» и другие. Район активно занимается привлечением инвесторов и созданием новых производств. Так, за последние два года в Программу развития территорий Шортандинского района включено более 20  инвестиционных проектов в сфере промышленности, туризма и сельского хозяйства.
- .За 2019 год в районе создано  10 мясных ферм,  ими  приобретено за  счет  собственных средств  более 500 голов  крупного рогатого  скота  и 1  ферма   по МРС ТОО «Казына Шаруа Кожалыгы», которые приобрели 200 голов  овец за счет собственных средств.
- Инвестиции в основной капитал за  2019 год составили  15,7 млрд. тенге, что на  7 млрд. тенге больше аналогичного периода прошлого года. Стоит отметить, что основными источниками финансирования, являются собственные средства предприятий и населения 11 млрд.тенге или 70%.
- В районе зарегистрировано 1433 предприятий малого и среднего бизнеса, что составляет 100,7%, из них действующих 1130 или 101,8%. Общая численность занятых в предпринимательстве 4,8 тыс.человек.